# Gustav Neuhaus
Gustav Neuhaus   (Kalkar, 10 de maig de 1847 - Moscou, 1938) fou un pianista i professor de música alemany, ucraïnès i soviètic, pare del pianista Heinrich Neuhaus i primer professor de Karol Szymanowski.
Gustav Heinrich Neuhaus va néixer el 10 de maig de 1847 a la ciutat de Kalkar a Renània, fill de Wilhelm Neuhaus, propietari d'una fàbrica de pianos artesanals, i de Gertrude Maria Gottfring.
Va estudiar piano al Conservatori de Colònia. Fins a 1869, el mestre de Gustav va ser el compositor Ernst Rudorff, i més tard el director del conservatori Ferdinand Hiller. Després de graduar-se l'any 1870, per consell de Hiller, va perfeccionar les seves habilitats a Berlín durant un altre any, i després es va traslladar a Viena. Aquí va rebre permís per practicar el mètode de fabricació i millora del piano a la famosa fàbrica de Bezendorf. Per recomanació d'un antic professor, Gustav es va traslladar a Sebastopol, on va treballar com a professor de piano i alemany a la família de la princesa OA Shirinskaya-Shikhmatova. En els anys següents, Gustav Neuhaus va viure per primera vegada a la finca de Shikhmatova a Manuylivka, província de Poltava, i el 1872 es va traslladar a Yelisavetgrad, on va fer classes de música a casa.
A la dècada de 1870, Neuhaus va planejar tornar a Alemanya. Va ser convidat al càrrec de concertista i director de la societat musical de la ciutat de Reklindshausen, però a causa de la manca de perspectives i un sou baix de 360 marcs a l'any, el músic va rebutjar l'oferta. En canvi, de 1876 a 1878, va actuar en esdeveniments educatius i vetllades musicals a Elisavetgrad, on es va establir com a pianista i es va apropar a la comunitat polonesa, inclosa la família Szymanowski.

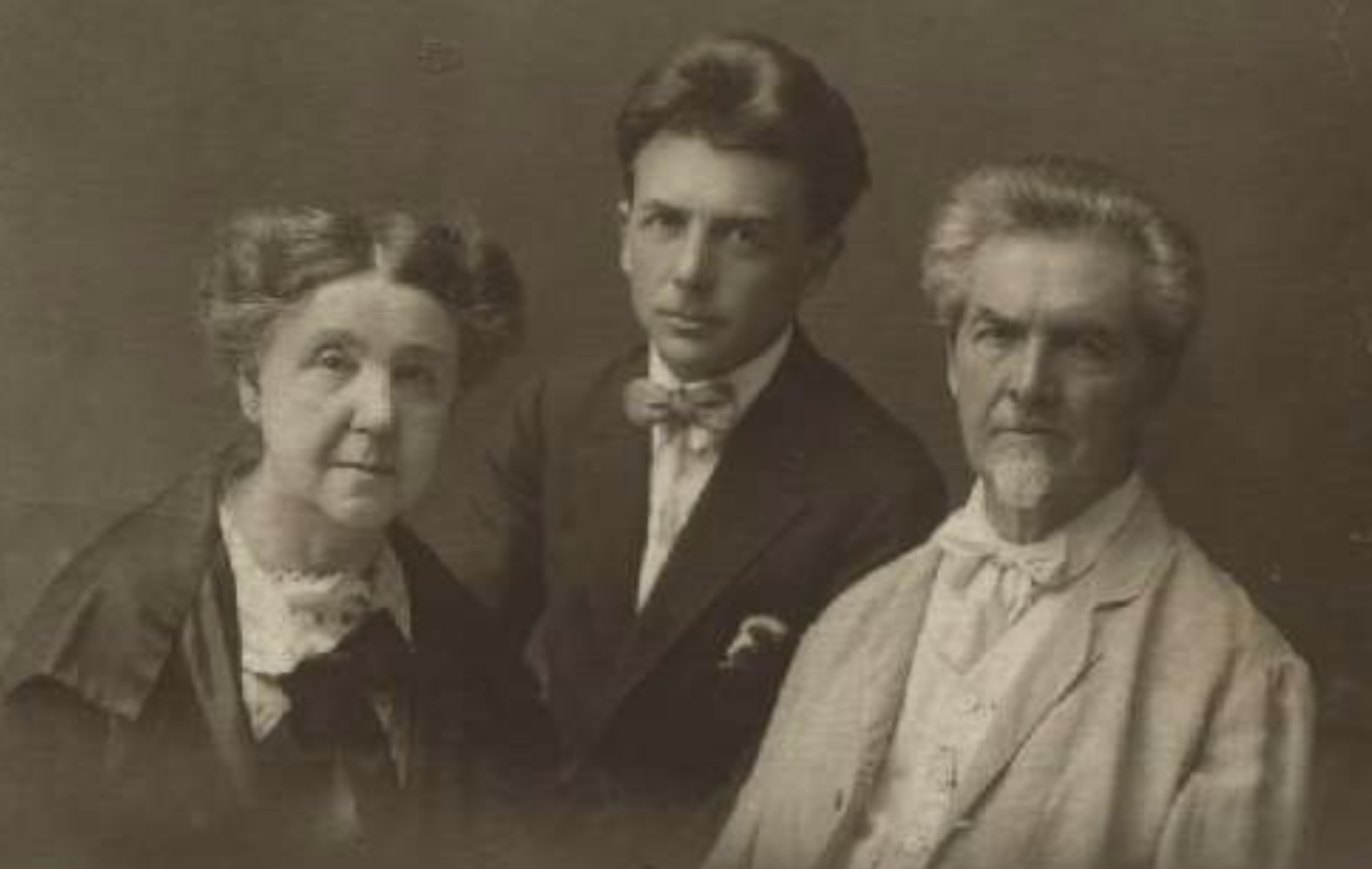
Gustav Neuhaus amb Olga Blumenfeld i el seu fill Heinrich Neuhaus

El professor va escriure llibres de text sobre mètodes d'ensenyament, va crear romanços, traduint a l'alemany obres de Nekrasov. El 1875, Gustav Neuhaus es va casar amb Martha (Olga) Mikhailovna Blumenfeld, amb qui va viure durant seixanta-dos anys. Olga Blumenfeld era una pianista molt talentosa i la seva mare era nascuda Szymanowska; provinent de la mateixa família que Karol Szymanowski. En aquest moment va completar un cicle de cançons, Cançons de la joventut sobre poemes de poetes alemanys, que va dedicar la seva dona. La sèrie va ser publicada per K. Hochstein a Heidelberg a finals del segle xix.
Gustav Neuhaus va crear un nou sistema de notació i va millorar el disseny del teclat del piano. El 1882 va ser a Berlín i va publicar un pamflet Impacte de la línia del teclat radial i concèntric del piano corbat, que explica les característiques i els beneficis de les innovacions proposades. A la dècada de 1880, Neuhaus va crear un nou sistema de notació. El seu principi bàsic era coordinar el paral·lelisme de la imatge i la producció real del so. El sistema va ser fixat en l'edició l'any 1906, en la guia pràctica de Bochum Sistema natural de notació.
El 1899 Neuhaus, amb el suport de Nikolai Rimski-Kórsakov, Féliks Blumenfeld i Aleksandr Glazunov, va obrir la seva pròpia escola de música a Elisavetgrad. El procés educatiu a l'escola durant trenta-dos anys va estar constantment sota el control del músic; l'escola era considerada la millor de la ciutat. Aquí va estudiar el seu fill Heinrich Neuhaus, així com els famosos músics Jarosław Iwaszkiewicz, Karol Szymanowski i Iuli Meitus. Gustav Neuhaus va tenir contactes amb el compositor rus Anatoli Liàdov.
L'any 1921, Neuhaus s'incorporà al professorat de l'Escola de Música Soviètica, que va durar onze mesos, així com a l'escola de música on va treballar durant dos anys com a part del professorat.
En 1931, a petició del seu fill, Gustav Neuhaus va deixar la seva carrera d'ensenyant a Ucraïna i es va traslladar a Moscou, on va conèixer la família de Borís Pasternak.
Va morir entre el 21 d'agost i el 30 d'octubre de 1938 a Moscou.